# Frank Regula
Frank C. Regula est un ingénieur du son spécialisé dans le mixage ayant travaillé sur les productions en prises de vues réelles de Walt Disney Productions.

## Filmographie
- 1958 : Sur la piste des Comanches, cableman (non crédité)
- 1960 : Sunrise at Campobello de Vincent J. Donehue, cableman
- 1965 : Harlow, la blonde platine, perchman
- 1966 : Détective privé, perchman (non crédité)
- 1970 : Du vent dans les voiles
- 1971 : Un singulier directeur
- 1971 : La Cane aux œufs d'or
- 1971 : L'Apprentie sorcière
- 1972 : 3 Étoiles, 36 Chandelles
- 1972 : Cours, couguar, cours
- 1974 : Un cowboy à Hawaï, conception
- 1974 : L'Île sur le toit du monde
- 1975 : La Montagne ensorcelée
- 1975 : Le Gang des chaussons aux pommes
- 1976 : La Folle Escapade
- 1976 : Le Trésor de Matacumba
- 1976 : Gus
- 1976 : Un candidat au poil
- 1977 : Peter et Elliott le dragon
- 1978 : Le Petit Âne de Bethléem
- 1979 : Le Trou noir
- 1981 : Rox et Rouky
- 1983 : Sacrée journée pour Bourriquet
- 1983 : Meurtres à Malte
- 1983 : La Foire des ténèbres
- 1983 : Le Noël de Mickey
- 1984 : Splash
- 1984 : Les Moissons de la colère
- 1984 : Frankenweenie
- 1985 : Baby : Le Secret de la légende oubliée
- 1985 : Taram et le Chaudron magique
- 1977 : Basil, détective privé